# Стур
Стур (норв. Stord) — коммуна в губернии Хордаланн в Норвегии. Административный центр коммуны — город Лейрвик. Официальный язык коммуны — нюнорск. Население коммуны на 2007 год составляло 17 092 чел. Площадь коммуны Стур — 143,55 км², код-идентификатор — 1221.

## История населения коммуны
Население коммуны за последние 60 лет.

Статистика коммуны Стур